# Волкова, Ольга Александровна
О́льга Алекса́ндровна Во́лкова (1943—1993) — советская и российская художница, график, плакатистка и живописец.

## Биографическая справка
Волкова Ольга Александровна родилась 3 июля 1943 года в Москве в семье русского художника, живописца, доцента кафедры живописи Московского высшего художественно-промышленного училища (бывшего Строгановского) Александра Васильевича Волкова (1916—1978).
Окончила в 1970 году Московский государственный художественный институт им. В. И. Сурикова, мастерскую плаката Н. А. Пономарева, О. М. Савостюка, Б. А. Успенского, Ю. П. Рейнера.
С 1967 года участвовала во многих крупнейших отечественных и зарубежных выставках.
В 1973 году вступила в Союз художников СССР. Работала в общественно-политическом плакате на темы борьбы за мир, мирного освоения космического пространства, роли науки и культуры. Работала в рекламном и театральном плакате. Занималась живописью и станковой графикой. Многие плакаты созданы в соавторстве с М. Н. Аввакумовым. Работала в издательствах «Изобразительное искусство», «Агитплакат», «Плакат»-«Панорама».
Воспитала двоих сыновей — Николая и Дениса.
Умерла в Москве в 1993 году, похоронена на Донском кладбище.

## Персональные выставки
Персональные выставки (с М. Н. Аввакумовым) состоялись в Москве:
- 1981 В издательстве «Наука», посвящённая 110-й годовщине рождения В. И. Ленина
- 1984 Выставка «Мир планете» в Комитете защиты мира
- 1984 В Бауманском РК КПСС в рамках Дней изобразительного искусства РСФСР
- 1985 В Объединённом институте ядерных исследований в Дубне, посвящённая Неделе мира
- 1990 В городе Аллен (Германия)

## Плакат
1967—1968
- «В нашем сердце горишь ты отвагой своей!» Памяти Александра Матросова. Б., гуашь. 120X80
- Много леса — береги, мало леса — посади! Б., гуашь. 80X120

1969—1970
- Цвети и крепни, страна родная! Б., гуашь. 100X120

1972—1974
- Тебе, родная партия, тебе, Советская Родина..! 90X60
- За хлеб большой мы боремся заранее… Агитплакат. 72X120
- Недалека уже зима… Агитплакат. 72X120
- Урожай в лесных краях на славу. Агитплакат. 72X120
- Есть у нас в селе детсад… Агитплакат. 72X120

1972—1975
- Берегите мир! Триптих Б., гуашь. 80X107 (2); 70Х107
- Никогда не погаснут над землею Российской звезды на обелисках неизвестных солдат! Б., гуашь. 75X120
- Будь достоин звания! Б., гуашь. 80X120 1975
- Зелень города — здоровье города! Агитплакат. 72X120
- Слава покорителям космоса! Б., гуашь. 100X150
- Е. И. Косс-Деньшина (Дымковская игрушка). Афиша к выставке. 70X90. Выполнено в соавторстве с М. Н. Аввакумовым

1976
- «Свобода на земле, стыдом покрытой…» (Пабло Неруда) Б., гуашь. 70X100

1976—1977
- Больше сочных кормов! Б., темпера. 70x100
- Союз нерушимый республик свободных Б., темпера, лак. 100X150
- Всегда начеку! Б., гуашь. 80X120

1978
- Серии плакатов «Посвящается Ленинскому комсомолу» Б., темпера. 80X120

1979
- Серия плакатов к Олимпиаде-80. «Добро пожаловать!» * Б., гуашь. 60X90. Выполнено в соавторстве с М. Н. Аввакумовым
- Посвящается Марии Александровне Ульяновой 6.111.1835—25.VII. 1916 Фотобумага, темпера, бронза. 80X120

1980
- Культурная программа. Триптих. Рекламный плакат. Шелкография. 171Х86. Выполнено в соавторстве с М. Н. Аввакумовым

1981
- Новые образцы изделий декоративно-прикладного искусства. Афиша к выставке. Шелкография. 57X86. Выполнено в соавторстве с М. Н. Аввакумовым
- Международный музыкальный фестиваль-1982. Триптих. Рекламный плакат Шелкография. 52,5X89

1981—1982
- Московский театр кукол — 50 лет. Юбилейная афиша. Шелкография. 58X90. Выполнено в соавторстве с М. Н. Аввакумовым
- «Щелкунчик». Афиша к спектаклю. Шелкография. 57,5Х89,5. Выполнено в соавторстве с М. Н. Аввакумовым
- Отдаленные страны света. Афиша к спектаклю Шелкография. 59,5X89,5. Выполнено в соавторстве с М. Н. Аввакумовым

1981—1983
- Посвящается 20-летию полета В. В. Терешковой в космос. Триптих. Оргалит, масло, серебро. 75X150 (2); 100X150. Выполнено в соавторстве с М. Н. Аввакумовым

1981—1985
- Нет — милитаризму! Триптих. Фотомонтаж, темпера. 175X175 (2); 87X175.

1983
- В. И. Суриков. Юбилейный плакат Фотобумага, гуашь. 80X120. Выполнено в соавторстве с М. Н. Аввакумовым

1983—1984
- Серия плакатов «За мирное будущее человечества!». Фотомонтаж, темпера. 80X107. Выполнено в соавторстве с М. Н. Аввакумовым

1984
- 40 лет Великой Победы. Триптих. Афиша к выставке Оттиск. 57X85. Выполнено в соавторстве с М. Н. Аввакумовым
- Спорт, мир, дружба. Триптих. Оттиск. 60X90. Выполнено в соавторстве с М. Н. Аввакумовым

1985—1986
Из серии «Единая воля народов — мир!» Выполнено в соавторстве с М. Н. Аввакумовым. Фотомонтаж, темпера:
- Хиросима—никогда больше! 85X190
- Освободить землю от ядерного оружия! 85X130
- Нет—звездным войнам! 85X130
- Наша политика ясна! 85X130
- Не дадим взорвать мир! 85X130
- Европе — мир и безопасность 85X130
- Мира тебе, будущее планеты Земля! 85X190

## Живопись
1977
- Сухие листья дуба. Оргалит, темпера. 80,5X60
- Глиняная миска с яйцами. Оргалит, темпера. 43X40
- Медная ступка. Оргалит, темпера. 43X40
- Цветы на белом. Оргалит, темпера. 40X59,5

1978
- Сухие груши. Б., темпера. 56X54
- Незабудки. Б., темпера. 37X53
- Серебристый букет. Б., темпера. 43X60

1983
- Стручки белой акации. Дерево, темпера. 54X37
- Рыба. Дерево, темпера. 43X37
- Кукурузные початки. Дерево, темпера. 42X33
- Утюг. Дерево, темпера. 47X35
- Три граната. Дерево, темпера. 43Х34

1984
- Фиалки. Дерево, темпера. 17X20
- Плод граната. Дерево, темпера. 26X19
- Тыква. Дерево, темпера. 50X39
- Натюрморт с бирюзовой солонкой. Дерево, темпера. 42x33
- Кошка и чугунок. Дерево, темпера. 43X31

1985
- Диалог (кошка и птица). Дерево, темпера. 44x34
- Две птицы Дерево, темпера. 27X22
- Сухие цветы и птица. Оргалит, темпера. 53X30
- Чеснок. Дерево, темпера. 44x28
- Деревянные короба. Б., темпера. 61,5X43
- Белый кувшин с голубыми цветочками. Б., темпера. 41X60
- Керосиновая лампа Б., темпера. 42X60
- Желтые цветы. Б., темпера. 43X61,3
- Горшок с ложками и вилками. Б., темпера. 61,5X43
- Цветы в кринке Б., темпера. 43X61
- Утюг и кружка Б., темпера. 42X54,5
- Банка с огурцами Б., темпера. 61 Х43

1986
- Зелёный цветок. Дерево, темпера. 45x29
- Коряга. Дерево, темпера. 40X48,5

## Графика
1979
Из серии «По Югославии». Б., восковая пастель:
- Пейзаж с морем. 13,7X18,5
- Каменные стены замка в Дубровнике. 18,5X13,7
- Старая церковь. 18,5X13,7
- Пейзаж с домами. 18,5X13,7
- Старая улочка. 18,5X13,7
- Церковь св. Николы. XI век. 18,5X13,7
- Башня с часами. 18,5X13,7
- Стены старого села. 13,7X18,5
- Село в ущелье. 13,7X18,5
- Пейзаж с кирпичными крышами. 13,7X18,5
- Кипарисы на фоне домов. 13,7X18,5

1983—1986
Из серии «Овощи в чулане» Б., кар. 59,5X41,5:
- Разрезанная тыква
- Патиссон и кабачок
- Тыква
- Грибы
- Подсолнухи

1984—1987
Из серии "Деревенские натюрморты Автоцинкография. 60X42:
- Деревянные короба с грушей
- Два утюга
- Чугунки и огурцы
- Маленький чугунок с картошкой
- Чугунки и чеснок
- Варёная картошка в чугунке

1987—1988
Из серии «Плоды земли» Б., кар.
- Ветка яблони. 69X48
- Груши. 69X51,5
- Корневища хрена. 68X40
- Редька на противне. 69X50
- Короб. 61 Х82
- Редька. 68,5X51

## Премии и награды
- 1973 — Третья премия Всесоюзного конкурса «55 лет Советской Армии»
- 1976 — Диплом I степени Министерства культуры СССР, ЦК ВЛКСМ, Союза художников СССР; диплом Союза художников СССР за участие в V Всесоюзной выставке плаката; диплом Союза художников РСФСР за участие в III Всероссийской выставке плаката
- 1977 — Диплом Министерства культуры РСФСР, Союза художников РСФСР за участие в выставке «60 лет Великого Октября»; специальный приз газеты «Труд» за лучшие работы Международной выставки «Сатира в борьбе за мир» (Москва)
- 1978 — Диплом Союза художников СССР, ЦК ВЛКСМ за участие в выставке «50 лет ВЛКСМ»
- 1979 — Вторая и третья премии Международного конкурса плаката «Олимпиада-80» (Москва); третья премия ЦК ВЛКСМ и Союза художников РСФСР за участие в выставке «Мы строим БАМ»
- 1980—1987 — Лауреатка ежегодных премий МОСХ РСФСР «За лучшую работу года».
- 1982 — Вторая премия Международного конкурса «Плакат в борьбе за мир, безопасность и сотрудничество» (Москва).
- 1984 — Премия Главного политического управления Войска Польского на IX, X Международных бьеннале плаката (Варшава); бронзовая медаль ВДНХ СССР; первая премия Международного конкурса плаката «За мир, гуманизм, против угрозы ядерной войны» (Москва).
- 1986 — Третья премия I Всесоюзного конкурса печатного плаката; диплом Министерства культуры РСФСР, Союза художников РСФСР за участие в VII выставке «Советская Россия»
- 1989 — Серебряная медаль Академии художеств СССР.
- 1989 — Первая премия МОСХ «За лучшую работу года»